# Valiha
Een valiha is een buisvormige citer die door Malagassiërs wordt gezien als het nationale instrument van Madagaskar. Vroeger mocht het instrument enkel bespeeld worden door mannen en werd het voornamelijk gebruikt bij traditionele rites. Tegenwoordig wordt het instrument in Madagaskar ook veelvuldig gebruikt als vorm van entertainment.
Het instrument vindt zijn oorsprong in het oosten van Borneo en is meestal vervaardigd van een volgroeide bamboestam. Men bespeelt de valiha door hem recht overeind op schoot te plaatsen en vervolgens aan de snaren te plukken.